# Stede Broec
Stede Broec (en néerlandais : [ˌsteːdə ˈbruk] ) est une commune néerlandaise située en province de Hollande-Septentrionale, sur la rive nord du Markermeer. Elle se trouve dans la région de Frise-Occidentale, juste à l'ouest de la ville d'Enkhuizen. Au 1er janvier 2024, la commune compte 22 216 habitants.